# 나카가와 마이
나카가와 마이(일본어: 中川 真依, なかがわ まい, 1987년 4월 7일~)는 일본의 다이빙 선수이다. 2008년과 2012년 하계 올림픽에 참가하였으며, 아시안 게임에서 은메달 1개와 동메달 1개를 획득했다.